# Франшваль
Франшва́ль (фр. Francheval) — коммуна во Франции, находится в регионе Шампань — Арденны. Департамент коммуны — Арденны. Входит в состав кантона Восточный Седан. Округ коммуны — Седан.
Код INSEE коммуны — 08179.
Коммуна расположена приблизительно в 220 км к северо-востоку от Парижа, в 100 км северо-восточнее Шалон-ан-Шампани, в 26 км к востоку от Шарлевиль-Мезьера.
С 1560 по 1642 год Франшваль был частью Седанского княжества.

## Население
Население коммуны на 2008 год составляло 628 человек.
| 1962 | 1968 | 1975 | 1982 | 1990 | 1999 | 2008 |
| ---- | ---- | ---- | ---- | ---- | ---- | ---- |
| 488  | 558  | 539  | 582  | 609  | 593  | 628  |

## Экономика
В 2007 году среди 426 человек в трудоспособном возрасте (15—64 лет) 292 были экономически активными, 134 — неактивными (показатель активности — 68,5 %, в 1999 году было 63,8 %). Из 292 активных работали 261 человек (155 мужчин и 106 женщин), безработных было 31 (19 мужчин и 12 женщин). Среди 134 неактивных 36 человек были учениками или студентами, 32 — пенсионерами, 66 были неактивными по другим причинам.

## Фотогалерея
- Мэрия
- Карта коммуны